# Charles Lucièn Lambert
Charles Lucièn Lambert (Lucièn Lambert Sr.; * 1828 oder 1829 in New Orleans; † 1896) war ein US-amerikanischer Komponist.
Der Sohn des Musikers Charles Richard Lambert, der einer der Lehrer Edmond Dédés war, und einer kreolischen Mutter hatte wie sein Halbbruder Sidney Lambert den ersten Musikunterricht bei seinem Vater. In den 1850er Jahren lebte er in Paris, wo 1854 seine erste Komposition, das Klavierstück L'Angélus au monastère: Prière erschien. In Frankreich wurde 1858 sein Sohn Lucien-Léon Guillaume Lambert geboren, der ebenfalls als Komponist bekannt wurde.
In den 1860er Jahren ging Lambert mit seiner Familie nach Brasilien, wo er ein Klavier- und Musikaliengeschäft eröffnete und schließlich Mitglied des Brazilian National Institute of Music. 1869 trat er mit seinem Sohn in einem der Konzerte auf, die Louis Moreau Gottschalk in einer Besetzung mit mehr als dreißig Pianisten veranstaltete. Später wurde er der erste Lehrer des 1863 geborenen brasilianischen Komponisten Ernesto Nazareth.
Neben Klavierstücken komponierte Lambert auch die vieraktige Oper La flamenca nach einem Libretto von Henri Cain und Eugène Edward Adenis, die 1899 im Druck erschien und am Pariser Théâtre Municipal uraufgeführt wurde.